# Kamionka (rejon brzostowicki)
Kamionka (biał. Каменка, Kamienka, ros. Каменка, Kamienka) – wieś na Białorusi, w obwodzie grodzieńskim, w rejonie brzostowickim, w sielsowiecie Brzostowica Mała.
W dwudziestoleciu międzywojennym wieś leżał w Polsce, w województwie białostockim, w powiecie grodzieńskim, w gminie Brzostowica Mała.
Według Powszechnego Spisu Ludności z 1921 roku zamieszkiwały tu 184 osoby, 24 były wyznania rzymskokatolickiego, a 160 prawosławnego. Jednocześnie 107 mieszkańców zadeklarowało polską przynależność narodową, 76 białoruską a 1 inną. Było tu 32 budynki mieszkalne.